# Victoria Allen
Victoria Allen (* 26. Februar 2001) ist eine britische Tennisspielerin.

## Karriere
Allen spielt vor allem auf der ITF Women’s World Tennis Tour, wo sie bislang drei Titel im Doppel gewinnen konnte.
Mit 12 Jahren wurde Victoria von der LTA gesichtet und konnte bereits in jungen Jahren beachtliche Erfolge erzielen.
2018 erhielt sie in Wimbledon eine Wildcard für das Hauptfeld im Juniorinneneinzel, wo sie in der ersten Runde gegen Lea Ma mit 6:3, 4:6 und 3:6 verlor. Im Juniorinnendoppel erreichte sie an der Seite ihrer Partnerin Destinee Martins das Viertelfinale.
2019 startete sie zu Beginn des Jahres bei den Australian Open, wo sie im Juniorinneneinzel und Juniorinnendoppel zusammen mit Destinee Martins das Achtelfinale erreichte. In Wimbledon erhielt sie wieder eine Wildcard für das Hauptfeld im Juniorinneneinzel, scheiterte aber wir ein Jahr zuvor bereits in der ersten Runde. Im Juniorinnendoppel konnte sie mit Partnerin Destinee Martins die Wildcard ebenfalls nicht nutzen und die beiden verloren ihr Auftaktmatch gegen Valentina Ryser und Alexandra Vecic in drei Sätzen mit 6:3, 5:7 und 4:6.
2024 erreichte sie im Juli zusammen mit ihrer Partnerin Amelia Bissett das Halbfinale des mit 40.000 US-Dollar dotierten Lexus GB Pro-Series Nottingham.

### College Tennis
Von 2019 bis 2024 spielte Allen für das Damentennisteam der Seminoles der Florida State University.

## Turniersiege

### Doppel
| Nr. | Datum         | Turnier                    | Kategorie | Belag     | Partnerin       | Finalgegnerin                           | Ergebnis         |
| --- | ------------- | -------------------------- | --------- | --------- | --------------- | --------------------------------------- | ---------------- |
| 1.  | 22. März 2025 | Scharm asch-Schaich        | ITF W15   | Hartplatz | Carolyn Ansari  | Danielle Daley Arina Gabriela Vasilescu | 6:2, 6:2         |
| 2.  | 19. Juli 2025 | Nottingham                 | ITF W50   | Hartplatz | Amelia Rajecki  | Naiktha Bains Holly Hutchinson          | 6:4, 4:6, [10:6] |
| 3.  | 26. Juli 2025 | Las Palmas de Gran Canaria | ITF W15   | Sand      | Angelina Wirges | Sravya Chilakalapudi Emma Kamper        | 6:1, 2:6, [10:6] |

## Privates
Victoria ist die Tochter von Anne und John Allen und hat zwei Schwestern Sarah und Kate. Sie machte 2023 ihren Bachelor und 2024 ihren Master of Science in Sportmanagement.